# Solitude (wiersz Edwarda Quintarda)
Solitude – wiersz amerykańskiego lekarza i poety Edwarda Quintarda (1867-1936), opublikowany w tomiku Sonnets wydanym w 1900. Utwór jest klasycznym sonetem. Realizuje angielski (szekspirowski) schemat rymowania abab cdcd efef gg. Zgodnie z tradycją brytyjską został napisany pentametrem jambicznym, czyli sylabotonicznym dziesięciozgłoskowcem, w którym akcenty padają na parzyste sylaby wersu. 
He that would know the sweetness of the hour,
When free from noisy tongue and jarring strife
His spirit feels the calm content of power,
Must seek still solitude and breathe its life.
Yet not in cloistered walls nor lonely cell
Doth its calm presence soothe the restless heart;
Nor doth its spirit cast its magic spell
Where destiny of man hath played a part;
But where the silver-sandalled moon her way
Across the sleeping sea in silence seeks,
Or where the planet-lights resplendent play
Like altar fires 'round some starlit peak;
There, in the solemn silence of the hour,
Is solitude, imperial in its power.
Na podkreślenie zasługuje konsekwentne przeprowadzenie aliteracji przez cały utwór. Wzorcowy pod tym względem jest wers dziesiąty: Across the sleeping sea in silence seeks.